# Rue Paul-Hervieu
Pour les articles homonymes, voir Hervieu.
La rue Paul-Hervieu est une voie du 15e arrondissement de Paris, en France.

## Situation et accès
La rue Paul-Hervieu est une voie publique située dans le 15e arrondissement de Paris. Elle débute au 16, avenue Émile-Zola et se termine au 6, rue du Capitaine-Ménard.

## Origine du nom

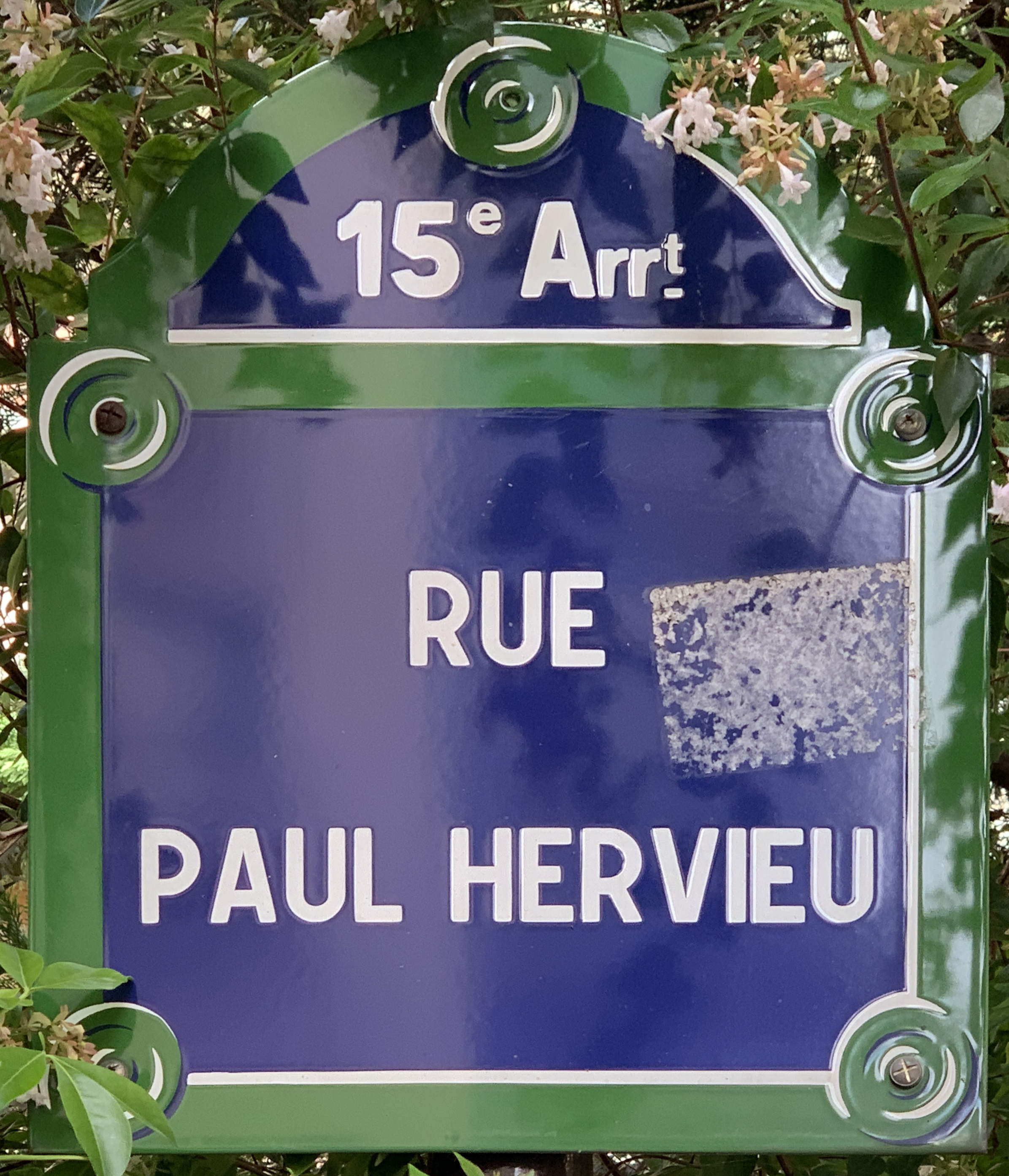
Plaque de la rue.

La rue a été nommée en l'honneur de Paul Hervieu (1857-1915), romancier français.

## Historique
La voie est ouverte en 1907 et prend sa dénomination actuelle le 6 décembre 1924.